# Сент-Виктуар
Сент-Виктуар (фр. Montagne Sainte-Victoire) — горная гряда на юге Франции в окрестностях Экс-ан-Прованса. Считается природным достоянием Франции и имеет статус охраняемой территории. Название отсылает к победе Гая Мария в битве против кимвров и германцев, состоявшейся в 102 году до н. э.

## География
Горная гряда Сент-Виктуар протянулась на 18 км между департаментами Буш-дю-Рон и Вар; её средняя ширина — около 5 км. Сложена преимущественно осадочными породами. Наивысшая точка Пик-де-Муш — 1011 м.
Ландшафты Сент-Виктуар отличаются исключительным разнообразием. Помимо скал и лишённых растительности горных хребтов, здесь представлены пустоши-гарриги, лиственные и хвойные леса, равнинные участки, небольшие водоёмы. Леса, образованные преимущественно различными видами дуба и сосны, занимают более половины территории (20 000 гектаров).
В окрестностях Сент-Виктуар находятся такие города, как Экс-ан-Прованс (крупнейший населённый пункт на данной территории), Пюилубье, Сент-Антонен-сюр-Байон, Руссе, Шатонёф-ле-Руж, Боркёй, Ле-Толоне, Вовнарг, Сен-Марк-Жомгард и другие.

## Флора и фауна
Сент-Виктуар является местом произрастания около 900 видов растений (20 % всей флоры Франции). Млекопитающие представлены 27 видами, из которых 9 — рукокрылые. Особенно велико разнообразие орнитофауны: 126 видов, в том числе 78 гнездящихся. В числе редких и охраняемых видов — ястребиный орёл, беркут, змееяд, филин, лесной жаворонок, садовая овсянка, провансальская славка, обыкновенный козодой и другие.

## Туризм
Массив является популярным местом для туризма, скалолазания, парапланеризма. Его также посещают спелеологи, велосипедисты, любители пеших и конных прогулок. На горе оборудованы многочисленные туристические тропы, общей длиной около 250 км. Одна из них ведёт к так называемому Кресту Прованса: по преданию, его установил во второй половине XIX века некий моряк, давший обет поставить крест, если останется в живых. Кроме того, туристам предлагаются многочисленные тематические экскурсии: посещение виноградников (с дегустацией местных вин), наблюдение за птицами, изучение местной флоры и прочие.

## В искусстве
Любителям искусства гора Сент-Виктуар известна в первую очередь благодаря Сезанну, более 80 раз изображавшему горную гряду на своих картинах (см. «Гора Сент-Виктуар»). В наши дни туристы могут посетить многочисленные места, связанные с жизнью и творчеством художника.
У подножия горы расположен замок Вовенарг, принадлежавший Пабло Пикассо. Художник приобрёл его в 1958 году именно из-за того, что замок располагался в «сезанновских» местах — а Пикассо чрезвычайно почитал Сезанна. Здесь же, на территории замка, находится могила Пикассо.
Гору Сент-Виктуар также писали такие художники, как Гране, Ренуар и Кандинский.